# Abra (Fluss)
Der Abra (eng.: Abra River) ist ein Fluss auf der Insel Luzon, der größten Insel der Philippinen. Er entspringt im Gebirge der Cordillera Central in der Nähe des 2187 m hohen Mount Data. Nur wenige Kilometer entfernt haben auch die Flüsse Agno und der Rio Chico ihre Quellen. Der Fluss mündet in der Nähe der Gemeinde Caoayan in das Südchinesische Meer. Er fließt durch die Provinzen Abra, Benguet, Ilocos Sur und Mountain Province. Der Abra hat eine Länge von 198 km und ein Wassereinzugsgebiet von 5125 km². In seinem Einzugsgebiet lebten im Jahr 2015 laut dem Census 487.651 Menschen.
Ab seiner Quelle in der Gemeinde Mankayan fließt der Abra in nördliche Richtung in einem weiten Flusstal, erreicht in der Provinz Abra die Bangued-Ebene. Hier vereinigt er sich mit seinem wichtigsten Nebenfluss, dem Tineg. Ab seinem Zusammenfluss ändert der Abra seine Fließrichtung von Nord auf Südwest und strebt dem Südchinesischen Meer entgegen. Das Flusstal des Abra gilt als ausgesprochen breit und weist zahlreiche Mäander auf. Südöstlich von Vigan City liegt seine Mündung auf dem Gebiet der Gemeinde Caoayan.
Sein Abflussregime richtet sich nach den jahreszeitlichen Veränderungen der Regenmengen in seinem Einzugsgebiet. Von November bis April herrscht in seinem Einzugsgebiet Trockenzeit, in diesem Zeitraum können Durchflussmengen von 100 bis 500 m³ Wasser/Sekunde beobachtet werden. In der Regenzeit von Juni bis September können diese bis auf 1.000 m³ anschwellen, aber auch bis 10.000 m³ erreichen, beim Durchzug eines Taifuns über seinem Einzugsgebiet.
Entlang des Flusslaufes liegen der Tirad-Pass-Nationalpark und der Cassamata-Hill-Nationalpark.